# Hannonia spinipes
Hannonia spinipes là một loài nhện biển trong họ Ascorhynchoidea (incertae sedis). Chúng được miêu tả khoa học năm 1956 bởi Stock.